# Morze Yoldiowe

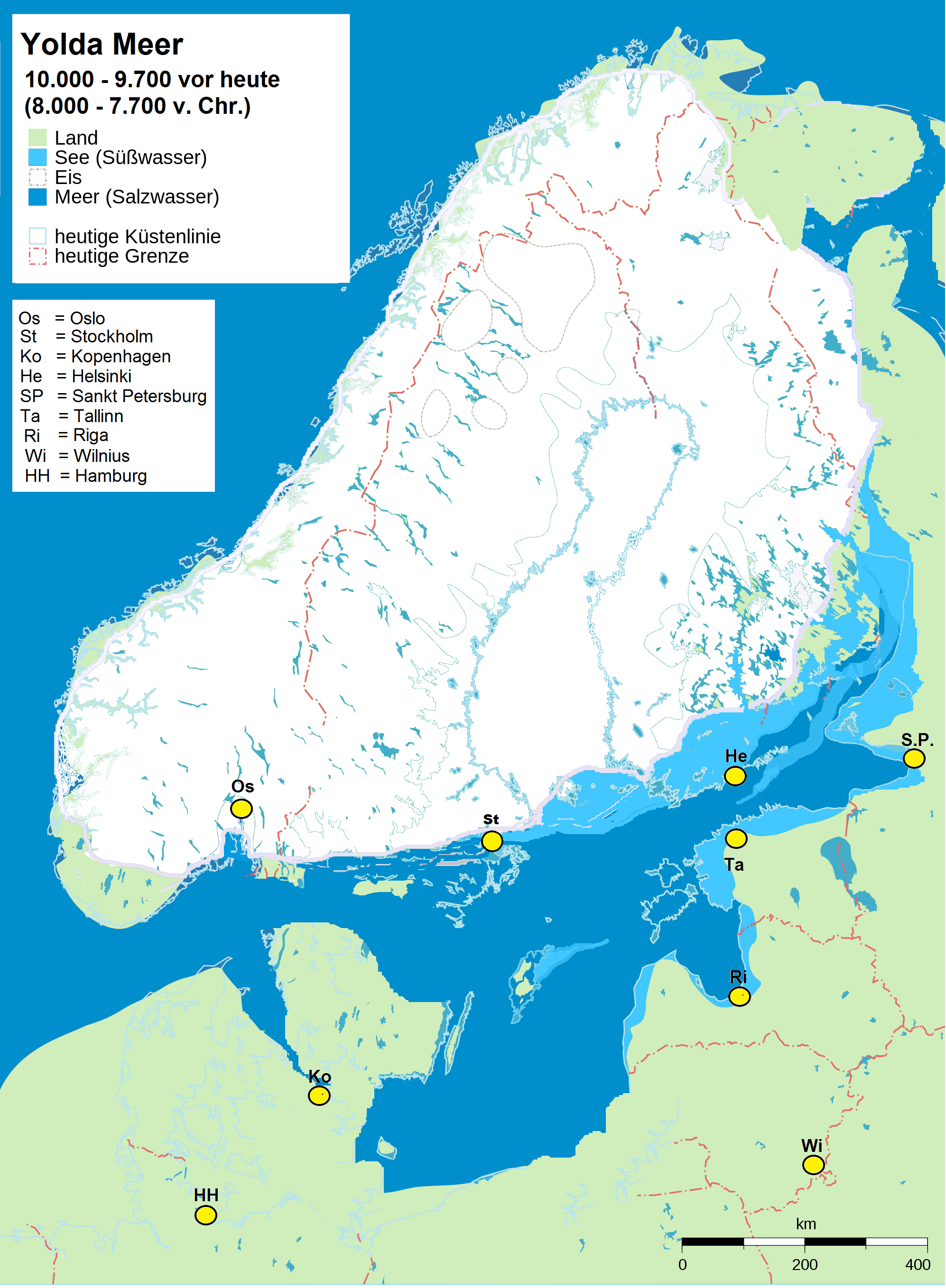
Morze Yoldiowe

Morze Yoldiowe – drugie, dyluwialne stadium ewolucji Bałtyku po ustąpieniu lądolodu w okresie 10–9 tys. lat temu.
Bałtyckie Jezioro Lodowe, powstałe z wód spływającego lodowca, które w wyniku przepełnienia połączyło się z Morzem Północnym. Kiedy poziomy obu zbiorników się wyrównały i powstało połączenie z morzem, zmieniło status akwenu z jeziora na morze. Zbiornik rozciągał się od Finlandii przez południe Szwecji i Bałtyk aż do wschodnich wybrzeży Norwegii. Charakteryzowało się fauną arktyczną jak Arca glacialis, Pecten islandicus oraz Portlandia arctica (syn. Yoldia arctica) – od której wywiedziono nazwę „Yoldiowego morza”.
Był to stosunkowo krótki etap rozwoju Bałtyku, poprzedzający decydujący etap topnienia lądolodu i powstanie Jeziora Ancylusowego.